# Замбрув
Замбрув (пол. Zambrów, рус. Зубров) — город в Польше, входит в Подляское воеводство, Замбрувский повет. Имеет статус городской гмины. Занимает площадь 19,02 км². Население — 22 700 человек (на 2006 год).

## История
В результате присоединения Западной Белоруссии к СССР в 1939 году вошёл в состав Белорусской ССР и стал центром Замбровского района Белостокской области и самым западным городом СССР. В 1944 году город и район были возвращены в состав Польши.

## Достопримечательности
- Кладбище советских военнопленных.

- Памятник польскому офицеру
- Памятник погибшим в сентябре 1939 года
- Церковь святой Троицы
- Бассейн "Дельфин"